# Eu Sei, Tu Es
Albums de Santamaria
Sem Limite
Eu Sei, Tu Es est le premier album des Santamaria. Il est sorti le 25 mars 1998.
Il se classe premier des ventes au Portugal pendant plus de quatre mois. Le total des ventes atteint plus de cent vingt mille exemplaires.

## Liste des pistes
1. « Eu Sei, Tu Es » (3:48)
2. « Rumos de verdade » (4:05)
3. « Es demais » (4:16)
4. « Nao da p'ra viver sem ti » (3:41)
5. « Sem conseguir entrar em ti » (-)
6. « Happy marvilha » (5:13)
7. « Tropicalia » (-)
8. « Gosto que tu gostes » (4:08)
9. « Foi assim que descobri » (-)
10. « Em preto e branco » (-)
11. « So a ti, sa a ti » (-)
12. « Eu Sei, Tu Es (remix) » (-) feat Joshook
13. « Eu Sei, Tu Es (remix) » (-)